# Gazeta Krakowska
«Gazeta Krakowska» (Газета краковска, рус. Краковская газета) (полное название — «Polska Gazeta Krakowska») (рус. Польская Краковская газета) — одна из крупнейших региональных общественно-политических ежедневных газет Польши. Выходит пять раз в неделю.
Первый номер вышел 15 февраля 1949 года. Первоначально — орган воеводского организации Польской объединённой рабочей партии.
В газет печатаются статьи о политике, бизнесе, экономике, истории, культуре, новости общества и спорта, развлечениях, а также реклама.

## История
Газета под таким же названием впервые начала выходить еще в 1794 году во время восстания Костюшко. С 1 июля 1975 до 30 декабря 1980 печаталась под названием «Gazeta Południowa» (рус. «Южная газета»).
Первым главным редактором газеты был Арнольд Мостович.